# Cimetière de Kalevankangas
Le cimetière de Kalevankangas (finnois : Kalevankankaan hautausmaa) est situé sur la moraine de Kalevankangas dans le quartier de Kaleva à Tampere en Finlande,.

## Description
Le cimetière créé le 25 juillet 1880 a une superficie d'environ 17 hectares. L'entrée principale du cimetière est conçue par Bertel Strömmer.
La chapelle du cimetière conçue par Wäinö Gustaf Palmqvist et Einar Sjöström est inaugurée en 1912.
Le crématorium  attenant est construit en 1967.
La nouvelle petite chapelle conçue par Antero Sirviö est construite en 1984.

## Histoire
Pendant la bataille de Tampere, Kalevankangas a été le théâtre de nombreux combats. 
Le premier objectif de la Garde blanche avait été de prendre Kalevankangas, la zone des casernes et le cimetière. 
Les volontaires suédois étaient à droite et les Jägers à gauche. 
Les Gardes rouges étaient protégés par les pierres tombales et les vétérans blancs se souviendront plus tard qu'il semblait presque impossible de les atteindre. 
La bataille de Tampere fut la bataille la plus sanglante de toute la guerre civile finlandaise et la plus sanglante de l'histoire finlandaise à cette époque. 
Le cimetière de Kalevankangas abrite encore des pierres tombales brisées ou percées de balles. 
Les Gardes rouges tués et ceux qui sont morts plus tard dans le Camp de prisonniers de Tampere ont été enterrés dans une fosse commune de 2 700 personnes,,.

## Personnalités inhumées
- Emil Aaltonen
- Gustaf Fredrik Ahlgren
- Osmo Alaja
- Joseph Alanen
- Aukusti Alhovuori
- Into Auer
- Vili Auvinen
- Hjalmar Backman
- Georgi Bulatsel
- Frans Ludvig Calonius
- Kosti Elo
- Gabriel Engberg
- J. W. Enqvist
- Anni Flinck
- Gunnar Graeffe
- Jaakko Gummerus
- Rafael Haarla
- Väinö Hakkila
- Ahti Haljala
- Matti Hannula
- Lasse Heikkilä
- Urho Heiskala
- Aira Hellaakoski
- Elna Hellman
- Kustaa Hiekka
- Sara Hildén
- Karl Frans Hjorth
- Tauno Iisalo
- Pekka Ilveskoski
- Petteri Jussila
- Yrjö Jylhä
- Kullervo Järvinen
- Verner Järvinen
- Helvi Kaario
- Simo Kaario
- Kalle Kaihari
- Jorma Karhunen
- Acre Kari
- Fabian Klingendahl
- Aatto Koivunen
- Paavo Kortekangas
- Eero Kosonen
- Pentti Kultala
- Mauri Kuosmanen
- Mauno Kuusisto
- Juice Leskinen
- Erkki Lindfors
- Juhani Linkosuo
- Väinö Linna
- Frans Linnavuori
- Augusta Lundahl
- Wivi Lönn
- Eeva-Liisa Manner
- Kaapo Murros
- Erkki Mutru
- Kaarle Nordlund
- Unto Oksala
- Oskar Paarma
- Aaro Pajari
- Markku Peltola
- Helge Perälä
- Veikko Pihlajamäki
- Tuulikki Pohjola
- Evert Porila
- Seppo Rannikko
- Julius Saaristo
- Hugo Salmela
- Rosa Salmelin
- Georg Schreck
- K. H. Seppälä
- Eero Silvasti
- Uuno Sinisalo
- Veikko Sinisalo
- Kikka (Kirsi Siren)
- Aili Somersalo
- Ensi Somersalo
- Arthur Sommer
- Bertel Strömmer
- Goony Strömmer
- Martti Tapola
- Vera Telenius
- Erkki Thil
- Arvi Tikkala
- Arvo Tuominen
- Pentti Tuominen
- Kauno Turkka
- Vilho Tuulos
- Aladár Valmari
- Väinö Vankkoja
- Iida Vihuri
- Lauri Viita
- Paavo Viljanen
- Kaarlo Vuori
- Tilda Vuori
- Jarmo Wasama
- Erkki Wessman
- Hans Wind
- Rudolf Winter

## Galerie

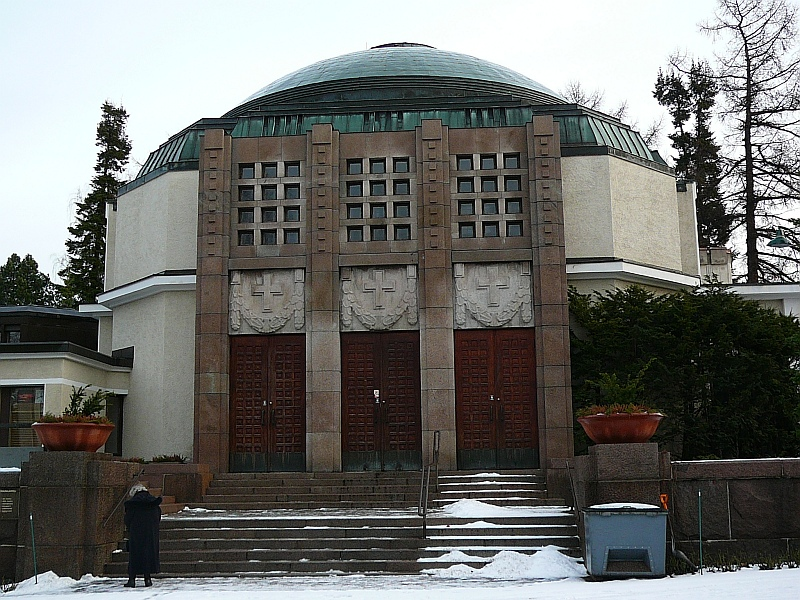
La chapelle du Cimetière de Kalevankangas
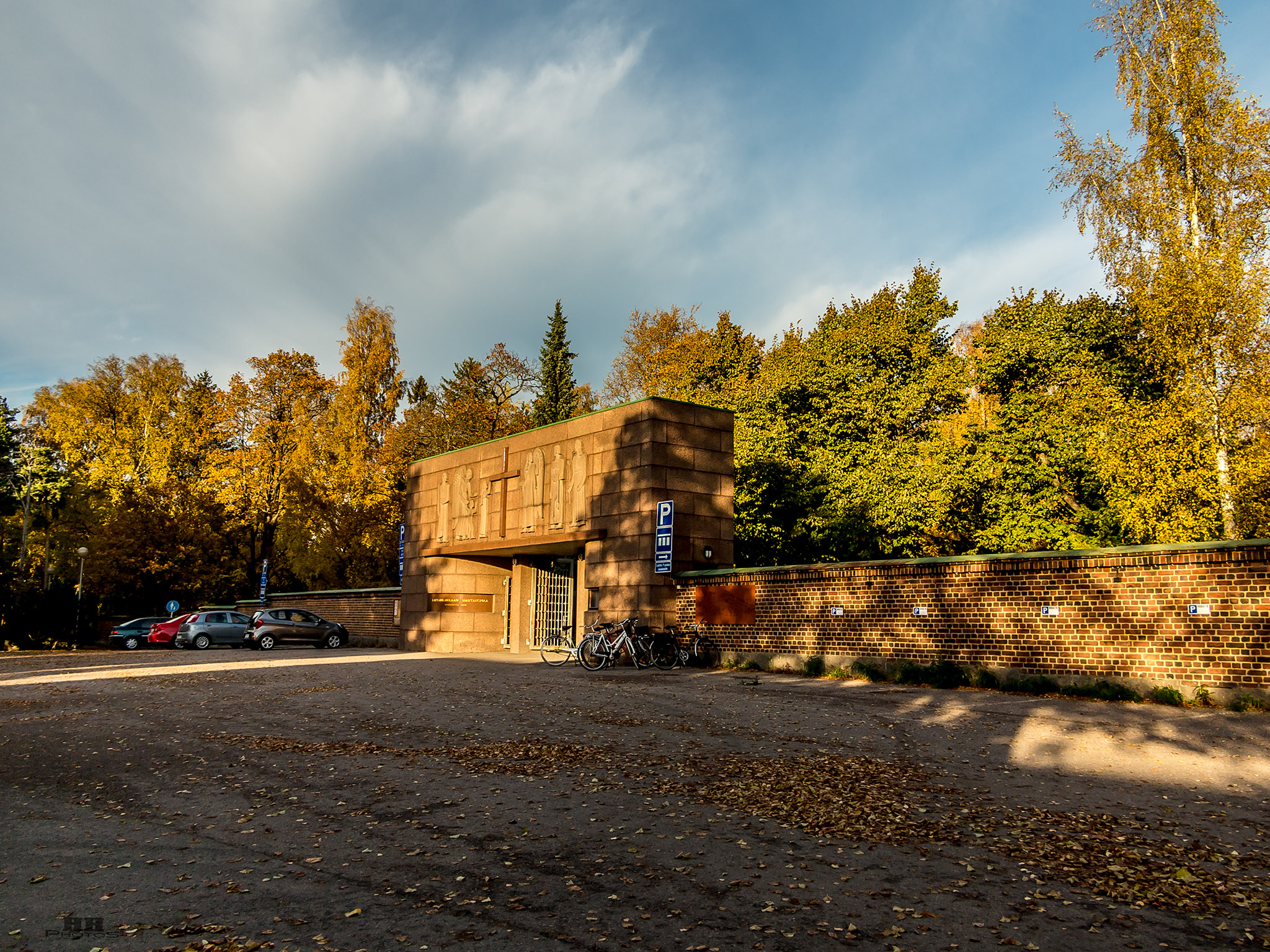
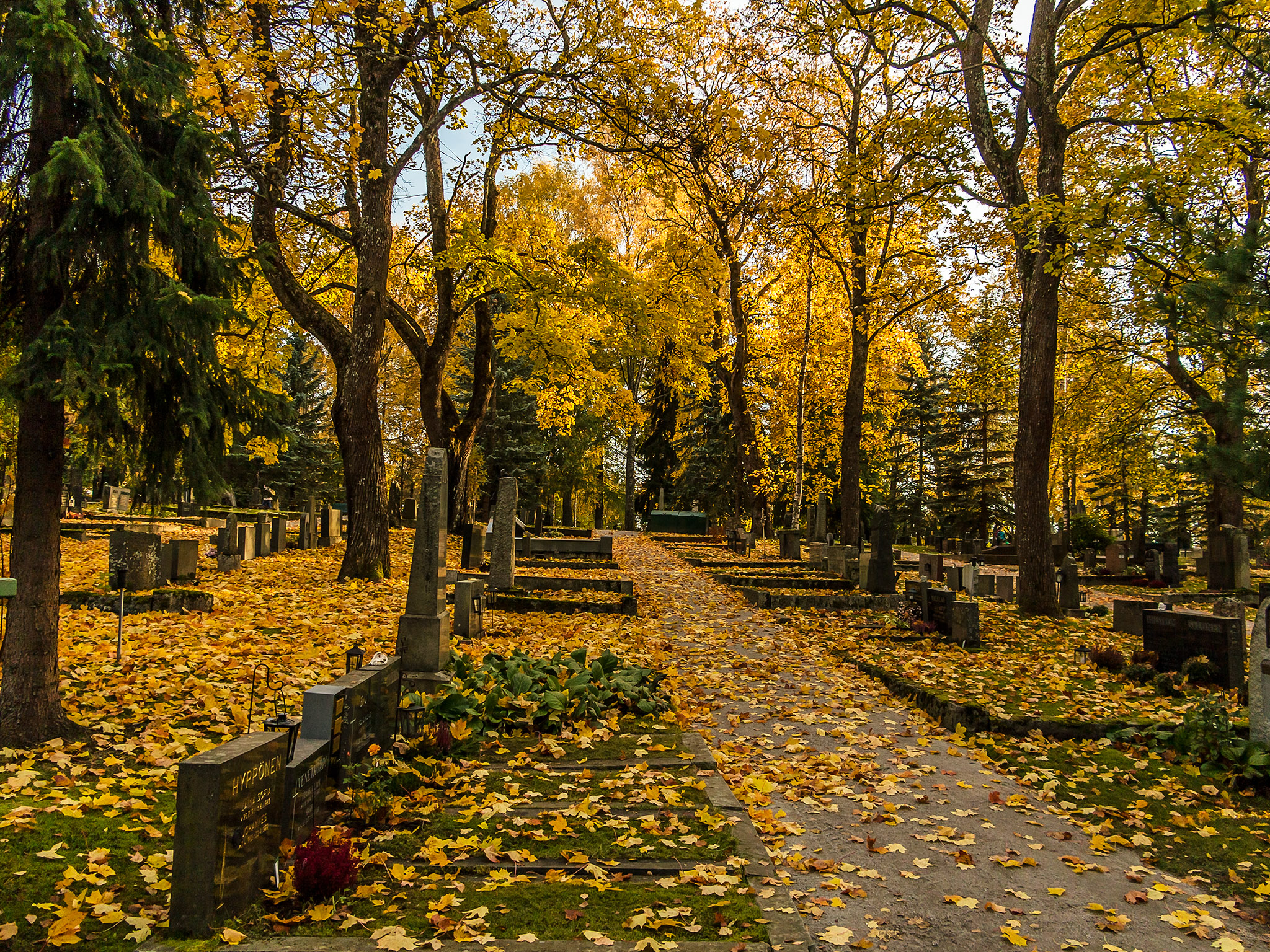